# アイクルツィオ
アイクルツィオ（伊: Aicurzio）は、イタリア共和国ロンバルディア州モンツァ・エ・ブリアンツァ県にある、人口約2,100人の基礎自治体（コムーネ）。

## 地理

### 位置・広がり
モンツァ・エ・ブリアンツァ県東部に位置するコムーネで、県都モンツァから東北東へ12km、ベルガモから西南西へ約22km、レッコから南へ約24km、州都ミラノから北東へ約26kmの距離にある。

#### 隣接コムーネ
隣接するコムーネは以下の通り。括弧内のLCはレッコ県所属を示す。
- ベルナレッジョ
- スルビアーテ
- ヴェルデーリオ (LC)

### 気候分類・地震分類
気候分類では、zona E, 2415 GGに分類される。
また、イタリアの地震リスク階級 (it) では、zona 3 (sismicità bassa) に分類される。